# Ozeljan, Nova Gorica
Ozeljan este o localitate din comuna Nova Gorica, Slovenia, cu o populație de 778 de locuitori.